# William Evans (Filmtechniker)
William Evans war ein US-amerikanischer Filmtechniker und Erfinder, der 1960 mit einem Oscar für Wissenschaft und Entwicklung ausgezeichnet wurde. Bei dem Preis handelt es sich um eine sogenannte Class-II-Auszeichnung, da die Preisträger statt einer Oscar-Statuette (Class I) eine Oscar-Plakette erhalten.

## Berufliches
William Evans wurde 1960 gemeinsam mit Wadsworth E. Pohl, Werner Hopf, S. E. Howse und Thomas P. Dixon, die zu der Zeit alle beim Stanford Research Institute, Technicolor Corp. beschäftigt waren, mit einem Oscar für Wissenschaft und Entwicklung ausgezeichnet. Ihnen wurde diese Auszeichnung „for the design and development of the Technicolor electronic printing timer“ (für das Design und die Entwicklung des elektronischen Drucktimers Technicolor) zuerkannt.
Über Evans Ausbildung, Werdegang und was er nach der ihm 1960 zuerkannten Auszeichnung getan hat, ist nichts bekannt.

## Auszeichnung
Oscar/Wissenschaft und Entwicklung 1960 an William Evans, Pohl, Hopf, Howse und Dixon